# بني مستار
بني مستار إحدى بلديات دائرة المنصورة بولاية تلمسان الجزائرية.